# Чоапанский сапотекский язык
Чоапанский сапотекский язык (Choapan Zapotec, Zapoteco de Choapan, Zapoteco de San Juan Comaltepec) — сапотекский язык, на котором говорят в городе Комальтепек на севере штатов Веракрус и Оахака в Мексике.
Алфавит на латинской основе: A a, A' a', A’a a’a, B b, C c, Qu qu, Ch ch, D d, Dz dz, Dy dy, E e, E' e', E’e e’e, Ë ë, Ë' ë', Ë'ë ë'ë, G g, Hu hu, I i, I' i', I’i i’i, J j, K k, L l, M m, N n, O o, O' o', O’o o’o, P p, R r, S s, T t, Tz tz, U u, U' u', U’u u’u, X x, Y y, Z z, Z̃ z̃.